# Zuravno
Zuravno (en ucraniano:Журавно; en polaco: Żurawno; en hebreo reconstruido: זשיראוונע; en yidis Zhirovne) es una localidad de Galicia en el distrito Stryi, provincia de Leópolis de la Ucrania poniente. Población: 3,302 (estimado 2022); 2,968 (estimado 2025).  Zuravno se encuentra a orillas del Dniéster.

## Historia
La ciudad fue mencionada por primera vez en 1435. En el siglo XVI, Zuravno obtuvo el estatus de ciudad. Antes de la Segunda Guerra Mundial, la ciudad era parte de Polonia .
Zuravno ganó reconocimiento en la historia de Polonia debido a la batalla que tuvo lugar cerca entre el rey de Polonia, Juan III Sobieski, y los invasores turcos y tártaros, una batalla que terminó en un tratado de paz, el tratado de Zuravno de 1676, que estableció la paz polaco-turca, y que cedió a Polonia la Ucrania polaca y la payor parte de la Podolia.  La ciudad también fue el lugar de nacimiento del famoso poeta y autor polaco Mikołaj Rej en 1505.